# Michaela Nowotnick
Michaela Nowotnick (* 8. August 1980 in Herzberg/Elster) ist eine deutsche Literaturwissenschaftlerin.

## Leben
Michaela Nowotnick studierte Neuere deutsche Literatur und Theaterwissenschaft / Kulturelle Kommunikation an der Humboldt-Universität zu Berlin. 2014 wurde sie mit einer Arbeit über den rumäniendeutschen Autor Eginald Schlattner promoviert, dessen Vorlassbestand sie in Rumänien bearbeitete. Anschließend führte sie mehrere Forschungsprojekte zu literarischen Archiven durch. Seit 2018 ist sie wissenschaftliche Mitarbeiterin der Arno Schmidt Stiftung und Lehrbeauftragte der Humboldt-Universität zu Berlin. 
Nowotnick ist Vorstandsmitglied der Theodor Fontane Gesellschaft und Redaktionsmitglied der Halbjahresschrift für südosteuropäische Geschichte, Literatur und Politik.
Zusammen mit dem Fotografen Thorsten Klapsch erstellte sie den Bildband Mein Stalinbau. Eine Berliner Straße und die Geschichten ihrer Bewohner. Darin sieht der SZ-Rezensent Stefan Fischer eine „spannende Milieugeschichte“, die ihre „Leserinnen und Leser (…) in eine Welt [führt], von der sie als Berlin-Besucher nur die Fassaden zu sehen bekommen, die architektonische Außenhülle.“ Der Bildband erschien 2021 im Bebra-Verlag.

## Publikationen (Auswahl)
Monographien
- Die Unentrinnbarkeit der Biographie. Der Roman »Rote Handschuhe« von Eginald Schlattner als Fallstudie zur rumäniendeutschen Literatur (= Studia Transylvanica. Band 45). Böhlau, Wien [u. a.] 2016, ISBN 978-3-412-50344-4 (Zugleich: Dissertation, HU Berlin).
- Zusammen mit Thorsten Klapsch (Fotos): Mein Stalinbau. Eine Berliner Straße und ihre Bewohner. be:bra Verlag, Berlin 2021, ISBN 978-3-8148-0248-0.

Herausgeberschaften
- Eginald Schlattner: Odem. Kritische Edition (= Miscellanea ecclesiastica. Band 10). Schiller, Hermannstadt/Bonn 2012, ISBN 978-3-941271-73-9.
- Eginald Schlattner: Mein Nachbar, der König. Verlassene Geschichten. Schiller, Hermannstadt/Bonn 2012, ISBN 978-3-941271-42-5.
- Zusammen mit Florian Kührer-Wielach: Wohnblockblues mit Hirtenflöte. Rumänien neu erzählen. Verlag Klaus Wagenbach, Berlin 2018, ISBN 978-3-8031-2794-5.
- Zusammen mit Florian Kührer-Wielach: Aus den Giftschränken des Kommunismus. Methodische Fragen zum Umgang mit Überwachungsakten in Zentral- und Südosteuropa (= Veröffentlichungen des Instituts für deutsche Kultur und Geschichte Südosteuropas an der LMU München; Wissenschaftliche Reihe. Band 136). Verlag Friedrich Pustet, Regensburg 2018, ISBN 978-3-7917-2817-9.
- Zusammen mit Florian Kührer-Wielach: Archive in Rumänien (= Spiegelungen. Jg. 13, Heft 2 und Jg. 14, Heft 1). Verlag Friedrich Pustet, Regensburg 2018/2019.
- Zusammen mit Katrin von Boltenstern: »In Winkeln spielt sich die Welt ab«. Für Roland Berbig – statt einer Festschrift. Gulde Druck, Tübingen 2019.
- Zusammen mit Susanne Fischer: Arno Schmidt: »Es ist also Krieg irgendwo«. Ein Lesebuch. Suhrkamp, Berlin 2024, ISBN 978-3-518-47441-9.
- Bargfelder Ausgabe. Briefe von und an Arno Schmidt. Band 6: Der Briefwechsel mit Max Bense. Suhrkamp, Berlin 2024, ISBN 978-3-518-80490-2.